# العلاقات الجورجية النيبالية
العلاقات الجورجية النيبالية هي العلاقات الثنائية التي تجمع بين جورجيا ونيبال.

## مقارنة بين البلدين
هذه مقارنة عامة ومرجعية للدولتين:
| وجه المقارنة                                              | جورجيا                          | نيبال                             |
| --------------------------------------------------------- | ------------------------------- | --------------------------------- |
| المساحة (كم2)                                             | 69.70 ألف                       | 147.18 ألف                        |
| عدد السكان (نسمة)                                         | 3.72 مليون                      | 29.40 مليون                       |
| الكثافة السكانية (ن./كم²)                                 | 53.37                           | 199.76                            |
| العاصمة                                                   | تبليسي، كوتايسي                 | كاتماندو                          |
| اللغة الرسمية                                             | اللغة الجورجية، اللغة الأبخازية | اللغة النيبالية                   |
| العملة                                                    | لاري جورجي                      | روبية نيبالية                     |
| الناتج المحلي الإجمالي (بليون دولار)                      | 15.16 مليار                     | 24.47 مليار                       |
| الناتج المحلي الإجمالي (تعادل القوة الشرائية) بليون دولار | 35.68 مليار                     | 70.20 مليار                       |
| الناتج المحلي الإجمالي الاسمي للفرد دولار أمريكي          | 3.79 ألف                        | 743                               |
| الناتج المحلي الإجمالي للفرد دولار أمريكي                 |                                 | 2.37 ألف                          |
| مؤشر التنمية البشرية                                      | 0.754                           | 0.548                             |
| رمز المكالمات الدولي                                      | +995                            | +977                              |
| رمز الإنترنت                                              | .ge، .გე ‏                       | .np                               |
| المنطقة الزمنية                                           | ت ع م+04:00                     | UTC+05:45، التوقيت الموحد لنيبال ‏ |

## منظمات دولية مشتركة
يشترك البلدان في عضوية مجموعة من المنظمات الدولية، منها:
| علم المنظمة | اسم المنظمة                   | تاريخ انضمام جورجيا | تاريخ انضمام نيبال |
| ----------- | ----------------------------- | ------------------- | ------------------ |
|             | مؤسسة التنمية الدولية         | 31 أغسطس 1993       | 6 مارس 1963        |
|             | يونسكو                        | 7 أكتوبر 1992       | 1 مايو 1953        |
|             | مؤسسة التمويل الدولية         | 29 يونيو 1995       | 7 يناير 1966       |
|             | الأمم المتحدة                 | 31 يوليو 1992       | 14 ديسمبر 1955     |
|             | البنك الدولي للإنشاء والتعمير | 7 أغسطس 1992        | 6 سبتمبر 1961      |
|             | الاتحاد البريدي العالمي       | ?                   | ?                  |
|             | منظمة التجارة العالمية        | 14 يونيو 2000       | ?                  |
|             | الفريق المعني برصد الأرض      | ?                   | ?                  |

## وصلات خارجية
- موقع وزارة الخارجية الجورجية
- موقع وزارة الخارجية النيبالية